# بی‌نقص (فیلم ۱۹۸۵)
بی‌نقص (انگلیسی: Perfect) فیلمی در ژانر رمانتیک و درام به کارگردانی جیمز بریجز است که در سال ۱۹۸۵ منتشر شد.

## بازیگران
- جان تراولتا
- جیمی لی کرتیس
- مریلو هنر
- لرین نیومن
- کنت ولش
- دیوید پایمر
- چلسی فیلد